# Seleção Etíope de Futebol Feminino
A Seleção Etíope de Futebol Feminino representa a Etiópia nas competições de futebol feminino. Ela é filiada à FIFA, à CAF e à CECAFA.
Em maio de 2014, estava ranqueada como a 94ª melhor seleção feminina do mundo. São conhecidos popularmente como Lucy em referência ao fóssil de Australopithecus , e também de quadricolores fazendo referência às 4 cores que a Etiópia possui em sua bandeira (azul, amarelo, vermelho e verde).

## História
A seleção feminina etíope fez sua estreia em setembro de 2002 nas qualificatórias para o Campeonato Africano de Futebol Feminino, vencendo a Uganda para se classificar à fase principal, onde terminou em última em seu grupo, conseguindo apenas um empate com a seleção feminina de Mali.
Em 2004, a Etiópia classificou-se novamente para o Campeonato Africano, onde conseguiram um histórico resultado, alcançando as semifinais da competição após vencer a África do Sul e empatar com Zimbábue. Após perder as semifinais para a Nigéria, perderam a disputa pelo terceiro lugar para Gana nos pênaltis. Esta foi a melhor performance do conjunto etíope na história da competição até a atualidade.
A seleção retirou-se da competição de 2006, e não participou também em 2008, voltando em 2010, onde foi eliminada pela Tanzânia.

## Performance no Campeonato Africano de Futebol Feminino
| Campeonato Africano de Futebol Feminino | Campeonato Africano de Futebol Feminino | Campeonato Africano de Futebol Feminino | Campeonato Africano de Futebol Feminino | Campeonato Africano de Futebol Feminino | Campeonato Africano de Futebol Feminino | Campeonato Africano de Futebol Feminino | Campeonato Africano de Futebol Feminino |                    |
| Ano                                     | Resultados                              | Partidas                                | Vitórias                                | Empates                                 | Derrotas                                | GF                                      | GC                                      |                    |
| --------------------------------------- | --------------------------------------- | --------------------------------------- | --------------------------------------- | --------------------------------------- | --------------------------------------- | --------------------------------------- | --------------------------------------- | ------------------ |
| 1991                                    | Não participou                          | Não participou                          | Não participou                          | Não participou                          | Não participou                          | Não participou                          | Não participou                          | Não participou     |
| 1995                                    | Não participou                          | Não participou                          | Não participou                          | Não participou                          | Não participou                          | Não participou                          | Não participou                          | Não participou     |
| 1998                                    | Não participou                          | Não participou                          | Não participou                          | Não participou                          | Não participou                          | Não participou                          | Não participou                          | Não participou     |
| 2000                                    | Não se classificou                      | Não se classificou                      | Não se classificou                      | Não se classificou                      | Não se classificou                      | Não se classificou                      | Não se classificou                      | Não se classificou |
| 2002                                    | Fase de Grupos                          | 3                                       | 0                                       | 1                                       | 2                                       | 2                                       | 8                                       |                    |
| 2004                                    | 4º Lugar                                | 5                                       | 1                                       | 2                                       | 2                                       | 4                                       | 8                                       |                    |
| 2006                                    | Não participou                          | Não participou                          | Não participou                          | Não participou                          | Não participou                          | Não participou                          | Não participou                          | Não participou     |
| 2008                                    | Não participou                          | Não participou                          | Não participou                          | Não participou                          | Não participou                          | Não participou                          | Não participou                          | Não participou     |
| 2010                                    | Não se classificou                      | Não se classificou                      | Não se classificou                      | Não se classificou                      | Não se classificou                      | Não se classificou                      | Não se classificou                      | Não se classificou |
| 2012                                    | Fase de Grupos                          | 3                                       | 0                                       | 1                                       | 2                                       | 0                                       | 8                                       |                    |
| 2014                                    | Não se classificou                      | Não se classificou                      | Não se classificou                      | Não se classificou                      | Não se classificou                      | Não se classificou                      | Não se classificou                      | Não se classificou |
| 2016                                    | Não se classificou                      | Não se classificou                      | Não se classificou                      | Não se classificou                      | Não se classificou                      | Não se classificou                      | Não se classificou                      | Não se classificou |
| Total                                   | 3/12                                    | 11                                      | 1                                       | 4                                       | 6                                       | 6                                       | 24                                      |                    |

## Equipe atual
Equipe que disputou o Campeonato Africano de Futebol Feminino de 2012, de acordo com o website da CAF.